# 여친 언니
《여친 언니》는 2018년 10월 개봉한 대한민국의 로맨스 영화이다.
 조태호가 감독을 기대호가 각본을 맡았다.

## 줄거리
아내의 선배.. 그리고 남자친구.. 네 사람의 뜨거운 하룻밤

퇴근 후 홀로 집에 있는 민수. 아내 혜림은 친한 언니 수빈을 데리고 집으로 들어온다. 늦은 밤까지 세 사람은 같이 술을 마시다 수빈은 그 집에서 잠을 청한다. 다음 날, 민수가 마음에 든 수빈은 혜림이 출근하자 민수를 유혹해 정사를 나눈다. 그날 저녁, 민수는 퇴근 후 집에 와보니 수빈의 남자친구 현수가 와있다. 술자리에서 수빈 커플은 성적인 이야기를 계속하고, 민수는 불편하기만 하다. 그런데 아내 혜림은 야한 이야기에 빠져들고.. 결국, 그들의 대화는 스와핑까지 발전하는데...

## 출연진
- 김희정 - 혜림 역
- 윤다현 - 수빈 역
- 상우 - 민수 역
- 석환 - 현수 역